# Ovidiu Constantinescu (prozator)
Ovidiu Constantinescu (n. 28 martie 1914, București – d. 16 decembrie 1993, București) a fost un prozator, traducător și cronicar teatral român. 

## Biografie
S-a născut în familia funcționarului Dumitru Constantinescu și al soției sale, Theodora (n. Constantinescu). A absolvit Liceul „Sf. Sava” din București (1932) și a urmat apoi Facultatea de Litere, secția filologie franceză, a Universității din București (1933-1937).
A colaborat ca publicist la revistele Vremea, Fapta, Curentul familiei, Viața Românească, a fost cronicar teatral la Bis și Revista Fundațiilor Regale (1945-1946) și critic teatral al revistei Viața Românească (în anii '70-'80). A debutat editorial cu romanul Sfârșit de spectacol (1941). Primele două cărți (Sfârșit de spectacol (1941) și Oamenii știu să zâmbească (1946)) sunt romane de investigație psihologică, cu eroi adolescenți, tributare din punct de vedere stilistic proustianismului. A mai publicat romanele Menestrelii regelui Ludovic (1980), Luna și mânzul sălbatic (1982) și Toamna când se scutură castanii (1991), precum și volumele de nuvele Valse hésitation (1970) și Strada infinitului (1974). Tema scrierilor sale o constituie nefericirea personală și abisul existențial, auorul analizând, în stil proustian, psihologii tulburi, cu reacții inexplicabile și bizare. Prozele sale au deseori un caracter livresc.
A fost unul dintre cei mai prolifici traducători ai epocii comuniste, traducând din literatura franceză (Stendhal, Romain Rolland, Colette, Maurice Druon, Jules Verne, Victor Hugo) și din cea rusă (Dostoievski, Repin, Taras Șevcenko). A mai publicat volumul Portrete de artiști (1984), format din medalioane critice dedicate unor actori.

## Distincții
- Ordinul Muncii clasa a III-a (30 decembrie 1957) „cu ocazia celei de a zecea aniversări a proclamării Republicii Populare Romîne și pentru merite deosebite în îndeplinirea sarcinilor date de Partidul Muncitoresc Romîn, pentru merite deosebite pe tărîmul construcției de stat, economice, sociale, culturale și obștești”[7]

## Scrieri
- Sfârșit de spectacol, București, 1941;
- Oamenii știu să zâmbească, FRPLA, București, 1946;
- Valse hésitation, București, 1970;
- Strada infinitului, București, 1974;
- Menestrelii regelui Ludovic, Editura Eminescu, București, 1980;
- Luna și mânzul sălbatic, Editura Eminescu, București, 1982;
- Portrete de artiști, Editura Eminescu, București, 1984;
- Toamna când se scutură castanii, roman, București, 1991;
- Poesis, sonete, București, 1999;
- Aurore și genuni, versuri, București, 2001;
- Columnele sonetului, București, 2002.

## Traduceri
- Elizar Malțev, Din toată inima, în colab. cu W. Cohn, București, 1948;
- Vadim Ohotnikov, În lumea cercetărilor, în colab. cu Ada Cerchez, București, 1952;
- Ghenadi Gor, Izvorul necunoscut, în colab. cu Igor Block, București, Editura Tineretului, 1952;
- Marie Špetová, Familia Vojacik, în colab. cu P. Popa, București, 1952;
- Konstantin Zolotovski, Meșterii din fundul apelor, în colab. cu M. Căciulanu, București, 1953;
- Vilis Lācis, Spre țărmuri noi, în colab. cu Natalia Stroe, București, 1953;
- Konstantin Fedin, Opere, I-II. Orașe și ani, în colab. cu Ada Steinberg, București, 1954;
- André Stil, Floarea de oțel, București, 1954;
- Ilia Repin, Amintiri dragi, în colab. cu Maria Bistrițeanu, București, 1955;
- Anna Seghers, Primul pas, în colab. cu S. Sanin, București, 1955;
- Andrei Guljaski, Satul Vedrovo, în colab. cu T. Călin, București, 1955;
- Mohammed Dib, Algeria, București, 1957;
- Nikolai Dubov, Orfanul, în colab. cu E. Bandrabur, București, 1958;
- Romain Rolland, Viața lui Beethoven, București, 1959;
- Ilia Repin, Edecarii de pe Volga, în colab. cu Maria Bistrițeanu, București, 1960;
- Maurice Druon, Marile familii, București, 1961;
- Taras Șevcenko, Viață de artist și alte nuvele, în colab. cu R. Vasilescu-Albu, București, 1961;
- Basme și legende vietnameze, în colaborare cu Dan Demetrescu, București, Editura pentru Literatură Universală, 1961
- Juan José Manauta, Odiseo, în colab., București, 1962;
- James Fenimore Cooper, Vânătorul de cerbi, București, 1962;
- Fiodor Dostoievski, Frații Karamazov, I-II, în colab. cu Izabella Dumbravă, București, 1965;
- Alejo Carpentier, Secolul luminilor, I-II, în colab. cu Maria Ioanovici, București, 1965;
- Stendhal, Nuvele, în colab. cu Dinu Albulescu, București, 1967;
- Alexandre Dumas, Cei patruzeci și cinci, I-II, București, 1968;
- Colette, Hoinara. Duo, București, 1969 (altă ed., 1994);
- Jules Verne, Robur Cuceritorul. Stăpânul lumii, București, 1970;
- Victor Hugo, Anul 93, București, 1972;
- Alexandre Dumas, Ascanio, București, 1973;
- J. M. Barrie, Peter Pan și Wendy, în colab. cu A. Bantaș, București, 1995.